# Ladolež
Ladolež (lat. Calystegia), biljni rod iz porodice slakovki, dio reda Gorkosladolike. Postoji dvadesetak vrsta (bez hibrida) trajnica penjačica raširenih po svim kontinentima. U Hrvatskoj je na popisu tri vrste, to su obični ladolež (C. sepium), šumski ladolež (C. silvatica) i kritično ugroženi pješčarski ladolež (C. soldanella)

## Vrste
1. Calystegia affinis Endl.
2. Calystegia atriplicifolia Hallier f.
3. Calystegia binghamiae (Greene) Brummitt
4. Calystegia brummittii P.P.A.Ferreira & Sim.-Bianch.
5. Calystegia catesbeiana Pursh
6. Calystegia collina (Greene) Brummitt
7. Calystegia felix Provance & A.C.Sanders
8. Calystegia hederacea Wall.
9. Calystegia × howittiorum Brummitt
10. Calystegia × krauseana Phil.
11. Calystegia longipes (S.Watson) Brummitt
12. Calystegia × lucana (Ten.) G.Don
13. Calystegia macounii (Greene) Brummitt
14. Calystegia macrostegia (Greene) Brummitt
15. Calystegia malacophylla (Greene) Munz
16. Calystegia marginata R.Br.
17. Calystegia × melnikovae Prob.
18. Calystegia occidentalis (A.Gray) Brummitt
19. Calystegia peirsonii (Abrams) Brummitt
20. Calystegia pellita (Ledeb.) G.Don
21. Calystegia pubescens Lindl.
22. Calystegia × pulchra Brummitt & Heywood
23. Calystegia purpurata (Greene) Brummitt
24. Calystegia × scania Brummitt
25. Calystegia sepium (L.) R.Br.
26. Calystegia silvatica (Kit.) Griseb.
27. Calystegia soldanella (L.) R.Br.
28. Calystegia spithamaea (L.) Pursh
29. Calystegia stebbinsii Brummitt
30. Calystegia subacaulis Hook. & Arn.
31. Calystegia tuguriorum (G.Forst.) R.Br. ex Hook.f.
32. Calystegia vanzuukiae Brummitt & Namoff